# 大絨馬唐
大絨馬唐（学名：Digitaria magna）为禾本科馬唐屬下的一个种。